# Francesco Apostoli
 (juin 2021).
La mise en forme du texte ne suit pas les recommandations de Wikipédia : il faut le « wikifier ».
Les points d'amélioration suivants sont les cas les plus fréquents. Le détail des points à revoir est peut-être précisé sur la page de discussion.
- Les titres sont pré-formatés par le logiciel. Ils ne sont ni en capitales, ni en gras.
- Le texte ne doit pas être écrit en capitales (les noms de famille non plus), ni en gras, ni en italique, ni en « petit »…
- Le gras n'est utilisé que pour surligner le titre de l'article dans l'introduction, une seule fois.
- L'italique est rarement utilisé : mots en langue étrangère, titres d'œuvres, noms de bateaux, etc.
- Les citations ne sont pas en italique mais en corps de texte normal. Elles sont entourées par des guillemets français : « et ».
- Les listes à puces sont à éviter, des paragraphes rédigés étant largement préférés. Les tableaux sont à réserver à la présentation de données structurées (résultats, etc.).
- Les appels de note de bas de page (petits chiffres en exposant, introduits par l'outil «  Source ») sont à placer entre la fin de phrase et le point final[comme ça].
- Les liens internes (vers d'autres articles de Wikipédia) sont à choisir avec parcimonie. Créez des liens vers des articles approfondissant le sujet. Les termes génériques sans rapport avec le sujet sont à éviter, ainsi que les répétitions de liens vers un même terme.
- Les liens externes sont à placer uniquement dans une section « Liens externes », à la fin de l'article. Ces liens sont à choisir avec parcimonie suivant les règles définies. Si un lien sert de source à l'article, son insertion dans le texte est à faire par les notes de bas de page.
- La présentation des références doit suivre les conventions bibliographiques. Il est recommandé d'utiliser les modèles {{Ouvrage}}, {{Chapitre}}, {{Article}}, {{Lien web}} et/ou {{Bibliographie}}. Le mode d'édition visuel peut mettre en forme automatiquement les références.
- Insérer une infobox (cadre d'informations à droite) n'est pas obligatoire pour parachever la mise en page.

Pour une aide détaillée, merci de consulter Aide:Wikification.
Si vous pensez que ces points ont été résolus, vous pouvez retirer ce bandeau et améliorer la mise en forme d'un autre article.
Pour les articles homonymes, voir Apostoli.
Francesco Apostoli (Venise, 1755 - Venise, 25 février 1816) est un littérateur vénitien.

## Biographie
Francesco Apostoli naquit vers le milieu du XVIIIe siècle. Doué d’un esprit vif, mais d’un caractère ardent et romanesque, il accrut encore son exaltation naturelle par la lecture des ouvrages les plus propres à remuer l’imagination. Après avoir achevé ses études, il entra dans les bureaux de la secrétairerie d’État ; mais il ne tarda pas à abandonner cette carrière aussi lucrative qu’honorable. Son intention était de parcourir toute l’Europe, en commençant par l’Allemagne et la France, afin, disait-il, de connaître par lui-même les deux nations dont les mœurs et les inclinations présentent le plus de contraste. Il se rendit donc en Allemagne, où sa gaieté et son esprit original le firent rechercher. Le comte de Lamberg l’accueillit dans son château de Landshut, et conçut tant d’estime pour Apostoli, qu’il lui dédia la seconde partie du Mémorial du mondain. Il resta dix-huit mois avec son nouvel ami, s’occupant de littérature et de philosophie, et passant, au milieu des plaisirs de toute espèce, des jours heureux et qu’il eut plus d’une fois l’occasion de regretter. Enfin il quitta Landshut, comblé des témoignages d’affection de son généreux protecteur. Sur sa route il rencontra Le Roy de Lozembrune. Entre deux hommes de ce caractère, la connaissance fut bientôt faite. Arrivés à Augsbourg, et se trouvant tous les deux sans ressource, ils composèrent à la hâte quelques nouvelles dans le genre sentimental que d’Arnaud-Baculard venait de mettre à le mode, et les vendirent à un libraire. Avec la petite somme qui lui revint, Apostoli paya ses dettes, et regagna Venise, où, par un bonheur qu’il ne sut pas apprécier, il retrouva dans les bureaux de la secrétairerie d’État la place qu’il avait si légèrement abandonnée. Honoré de la confiance de quelques sénateurs, il fut chargé de travailler à la révision du code criminel ; et, sans trop de présomption, il pouvait se flatter que ce travail serait récompensé par quelque emploi important. Mais, incapable de se fixer, il quitta Venise une seconde fois ; et, sans avoir égard aux plaintes de sa femme, qui mourut de chagrin, aux représentations de ses parents et de ses amis, il alla s’établir à Vienne. La révolution de France le ramena dans sa patrie ; et, sans autre mission que celle qu’il tenait de son caractère, il s’occupa par tous les moyens de lui faire des prosélytes. Ses démarches et ses propos plus qu’imprudents excitèrent l’attention des magistrats, et il fut envoyé dans l’île de Corfou sous la surveillance du provéditeur. La culture des lettres, la société de quelques hommes d’esprit qui partageaient ses opinions, et enfin un nouveau mariage qui ne dut pas être plus heureux que le premier, l’aidèrent à supporter son exil, qui ne finit qu’avec le gouvernement vénitien. Apostoli se rendit alors à Milan, et il parvint à se faire nommer consul de la république cisalpine à Ancône. Les succès des Autrichiens en Italie, dans l’année 1799, ne lui permirent pas d’arriver à sa nouvelle destination. Arrêté par leurs ordres, il fut conduit avec quelques autres révolutionnaires aux bouches-du-Cattaro. Les événements politiques le ramenèrent peu de temps après à Milan ; mais cette fois, n’ayant pu réussir à se faire employer, il accepta le titre d’envoyé de la république de St-Marin près de Bonaparte, alors premier consul. Aucune mission ne pouvait lui être plus agréable que celle qui lui procurait enfin le plaisir de voir Paris ; mais il n’eut pas lieu d’être aussi satisfait de son voyage qu’il l’avait espéré. Sa tournure grotesque et l’exiguité de sa taille lui attirèrent des sarcasmes  auxquels, malgré tout son esprit, il n’était pas toujours en mesure de répondre. Fatigue de ces railleries continuelles, et d’ailleurs mécontent du peu d’accueil qu’il avait reçu des littérateurs, il s’enferma pour écrire l’Histoire de la révolution française. Il était occupé de ce travail, lorsqu’une lettre, dans laquelle il exprimait franchement son opinion sur le premier consul et sur les personnes qui l’entouraient, tomba dans les mains du ministre de la police. Aussitôt il reçut ordre quitter de Paris dans vingt-quatre heures, et de sortir de France dans huit jours. De retour en Italie, Apostoli fut forcé pour subsister de se mettre aux gages de cette même police qui l’avait persécuté. Mais, par le crédit de quelques amis qui lui restaient encore, il ne tarda pas à obtenir la place d’inspecteur de la librairie à Padoue. Ayant perdu cet emploi par la rentrée des Autrichiens en Italie, il revint à Venise, où il composa pour le théâtre quelques farces assez gaies, mais dont le produit n’était plus suffisant pour le tirer de la misère. Tombé dans le dernier degré de l’avilissement, méprisé de tous ceux qui l’avaient connu, Apostoli mourut de faim, au mois de février 1816, âge d’environ 70 ans. « Il avait, dit Stendhal, peut-être autant d’esprit que Chamfort. Rien n’est plus rare en Italie. La prolixité y étouffe l’esprit français. » (Rome, Naples et Florence, t. 1, p. 70.)

## Œuvres
La liste qu’on va lire de ses ouvrages, très-peu connus en France, est tirée de l’article que lui a consacré le P. Moschini, savant bibliographe vénitien, dans la Biograf. universale italiana :
- Lettres et contes sentimentaux de George Wanderson, Augsbourg, 1777. Les contes sont en partie de Lozembrune ; mais les lettres sont d’Apostoli, qui s’est cache sous le nom de Klost. On y trouve de grands détails sur ses voyages et ses aventures.
- Storia di Andrea ; Saggezza della follia. Dans ces deux nouvelles, écrites avec beaucoup d’esprit, et dont la lecture est très-agréable, on remarque surtout le talent avec lequel l’auteur sait rapprocher naturellement et sans effort les choses les plus disparates.
- Saggio per servira alla storia de’ viaggi filosofico e de’ principi viaggiatori, Venise, 1782.
- Lettere sirmiensi. Cet opuscule très-curieux contient l’histoire de sa déportation aux bouches-du-Cattaro. « L’auteur y dit la vérité, même contre ses compagnons d’infortune. Il ne tombe jamais dans l’importance et dans le vague qu’un déporté français n’eût pas manque de mettre dans une relation de ce genre. » (Stendhal, ibid.)
- Rappresentazione del secolo XVIII, Milan, 3 vol. Ouvrage moins instructif qu’amusant.
- Storia delli Galli, Franchi e Francesi. Il n’a paru que le premier volume de cet ouvrage, qui n’eut aucun succès.
- È tutto un momento ; la Merenda alla zucca. Ces deux pièces, jouées avec succès, sont insérées dans les recueils di opere teatrali.